# Neckartenzlingen
Neckartenzlingen ist eine Gemeinde im Vorland der Schwäbischen Alb im Landkreis Esslingen in Baden-Württemberg. Sie gehört zur Region Stuttgart (bis 1992 Region Mittlerer Neckar) und zur europäischen Metropolregion Stuttgart.

## Geographie

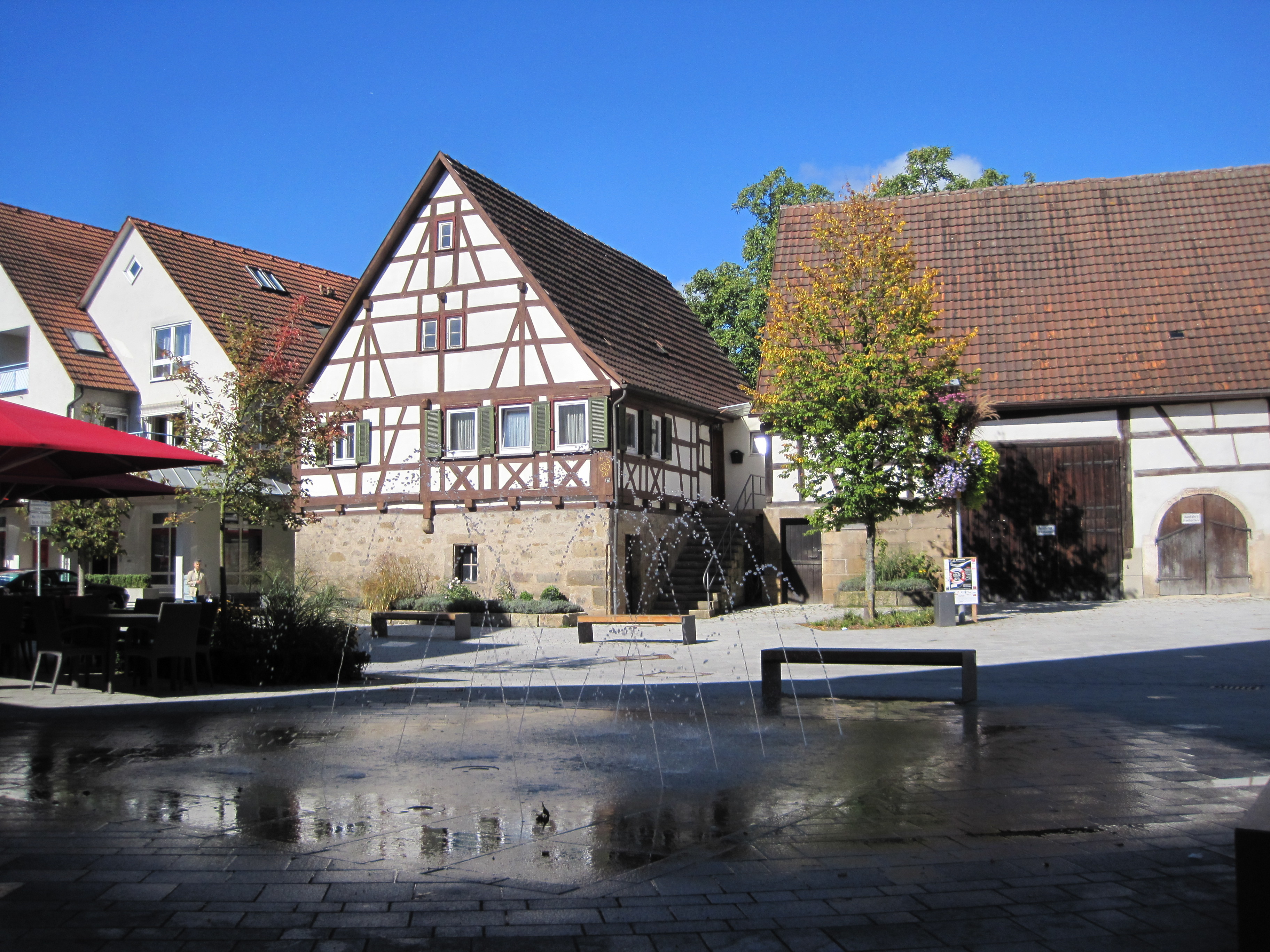
Wasserspiele in der Planstraße

### Geographische Lage
Neckartenzlingen liegt im Neckartal an der Mündung der Erms in den Neckar, rund 25 Kilometer südlich von Stuttgart, 10 Kilometer nördlich von Reutlingen und 7 Kilometer nordwestlich des Albtraufs. Die Gemarkung erstreckt sich von 282,4 m ü. NHN am Neckar (beim Austritt aus dem Gemeindegebiet) bis 415,7 m ü. NHN ganz im Westen im Rainerwald.

### Gemeindegliederung
Zu Neckartenzlingen gehören das Dorf Neckartenzlingen und der Weiler Hammetweil.

### Nachbargemeinden
Folgende Gemeinden grenzen an Neckartenzlingen. Sie werden im Uhrzeigersinn, beginnend im Nordosten, genannt: Neckartailfingen, Altdorf, Bempflingen, Stadt Reutlingen (Stadtteil Mittelstadt), Pliezhausen, Altenriet und Schlaitdorf.

### Flächenaufteilung
Nach Daten des Statistischen Landesamtes, Stand 2014.

### Schutzgebiete
Südlich der Ortschaft am rechten Neckarufer liegt das Naturschutzgebiet Schönrain, welches gleichzeitig zum FFH-Gebiet Albvorland Nürtingen-Kirchheim gehört. Große Teile der Gemarkung gehören zudem zum Landschaftsschutzgebiet Neckar-, Erms- und Autmuttal im Verwaltungsraum Neckartenzlingen.

## Geschichte

### Vorgeschichte und Altertum
Auf der Gemarkung von Neckartenzlingen sind Siedlungsreste aus der Jungsteinzeit (2300 v. Chr.) gefunden worden, südlich des Orts Grabhügel aus der Hallstattzeit. Anfang des 20. Jahrhunderts wurde ein gepflastertes Stück Römerstraße (von Rottenburg nach Cannstatt) ausgegraben.

### Mittelalter
Vermutlich um 500 n. Chr. gründeten die Alemannen den Ort, Reihengräber wurden im Ostteil des Orts gefunden.
Die erste urkundliche Erwähnung Neckartenzlingens stammt aus einem Schenkungsbuch des Klosters Hirsau (Codex Hirsaugiensis), das die Stiftungen und Erwerbungen des Klosters aufzählt. In dieser Urkunde erscheint der Name Tuntzlingen erstmals um das Jahr 1080. Im 12. Jahrhundert errichteten die Herren von Tenzlingen mutmaßlich eine Burg oberhalb der alten Neckarmühle auf der linken Seite des Neckars.
Am Ende des Hochmittelalters gelangte Neckartenzlingen mit der Grafschaft Urach unter die Oberhoheit Württembergs. Bis etwa 1484 war der Ort dem Amt Grötzingen unterstellt, danach dem Amt Nürtingen.

### Neuzeit
1534 wurde unter Herzog Ulrich die Reformation durchgeführt. Bei der Neugliederung des Königreichs Württemberg zu Beginn des 19. Jahrhunderts blieb Neckartenzlingen dem Oberamt Nürtingen zugeordnet.
Im 19. Jahrhundert war Neckartenzlingen ein Zentrum des Sandsteinabbaues, mit mehr als 20 Steinbrüchen, in denen der geschätzte weiße Neckartenzlinger Sandstein gewonnen wurde. Diesen verarbeitete man weithin zu qualitativen Mühlsteinen bzw. Wetzsteinen, er fand jedoch auch im Baugewerbe Verwendung. Am Kölner Dom und am Ulmer Münster wurden ebenfalls Neckartenzlinger Sandsteine verarbeitet.
Die Verwaltungsreform während der NS-Zeit in Württemberg führte 1938 zur Zugehörigkeit zum Landkreis Nürtingen. 1945 wurde der Ort Teil der Amerikanischen Besatzungszone und gehörte somit zum neu gegründeten Land Württemberg-Baden, das 1952 im jetzigen Bundesland Baden-Württemberg aufging. Durch die Kreisreform in Baden-Württemberg kam Neckartenzlingen 1973 zum Landkreis Esslingen.

### Hammetweil

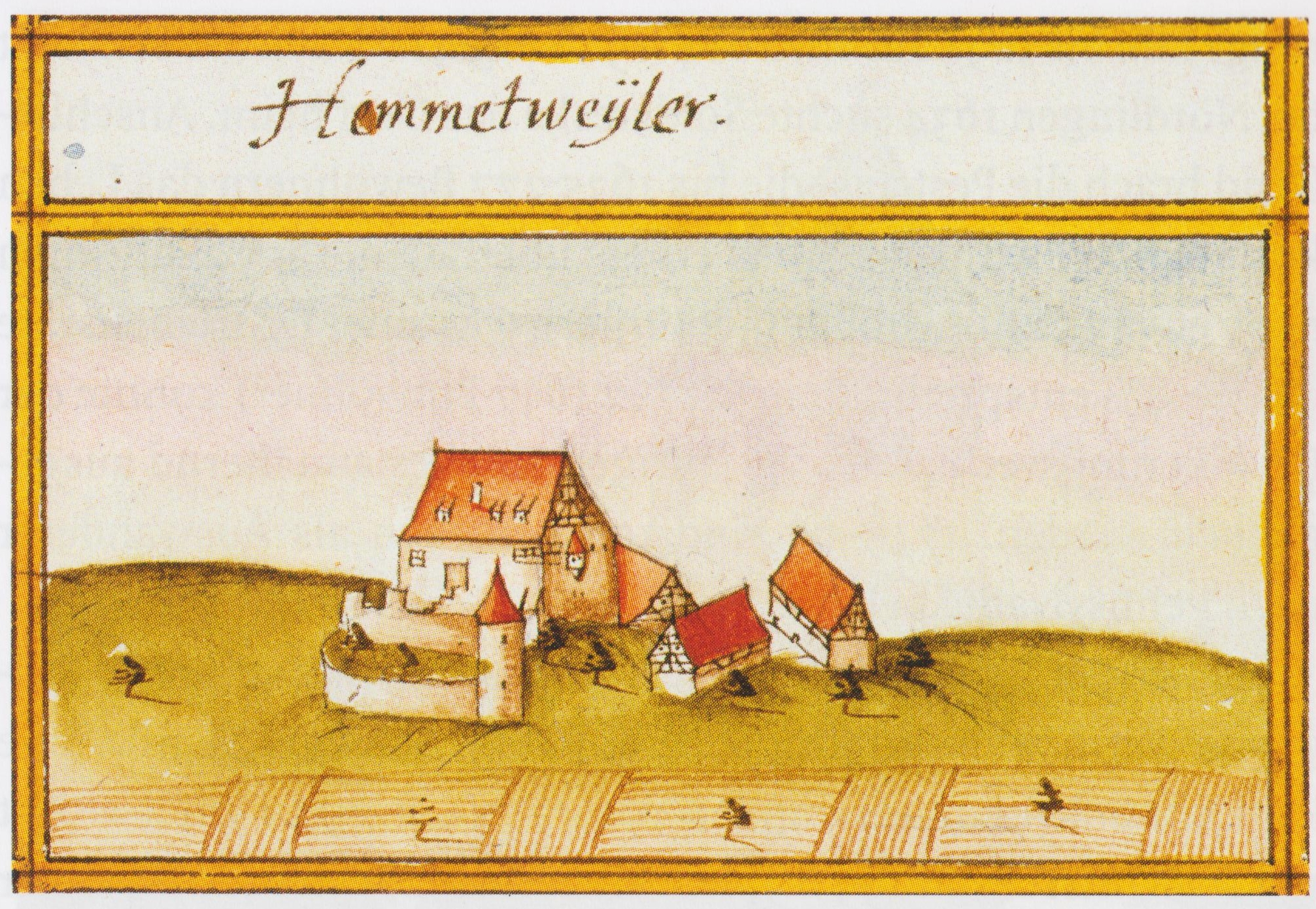
Der Gutshof Hammetweil im Kieserschen Forstlagerbuch 1683/1685

1266 wird die Burg Hammetweil erstmals urkundlich erwähnt als Nohmuotwiler. Sie wechselte in den ersten Jahrhunderten häufig den Besitzer; seit 1543 gehört das aus der Burg entstandene Rittergut den württembergischen Freiherren Thumb von Neuburg.

### Religionen
Obwohl Neckartenzlingen seit der Reformation evangelisch geprägt ist, gibt es heute auch eine römisch-katholische und eine neuapostolische Gemeinde.

### Einwohnerentwicklung

Einwohnerentwicklung von Neckartenzlingen von 1824 bis 2017

- 1824: 0863 Einwohner
- 1834: 0983 Einwohner
- 1861: 1.060 Einwohner
- 1900: 1.468 Einwohner
- 1939: 1.739 Einwohner
- 1946: 2.240 Einwohner
- 1961: 3.162 Einwohner
- 1970: 4.944 Einwohner
- 1980: 5.304 Einwohner
- 1990: 5.804 Einwohner
- 1995: 5.878 Einwohner
- 2000: 6.241 Einwohner
- 2005: 6.331 Einwohner
- 2010: 6.150 Einwohner
- 2015: 6.542 Einwohner
- 2020: 6.412 Einwohner
- 2021: 6.356 Einwohner[7]

## Politik

### Gemeinderat
Der Gemeinderat in Neckartenzlingen hat 18 Mitglieder. Die Kommunalwahl am 9. Juni 2024 führte zu folgendem Endergebnis. Der Gemeinderat besteht aus den gewählten ehrenamtlichen Gemeinderäten und der Bürgermeisterin als Vorsitzende. Die Bürgermeisterin ist im Gemeinderat stimmberechtigt.
| Parteien und Wählergemeinschaften | Parteien und Wählergemeinschaften  | % 2024 | Sitze 2024 | % 2019 | Sitze 2019 | Kommunalwahl 2024 %50403020100 42,8 %30,8 %13,1 %10,1 %3,2 %n. k. %n. k. % FBLJLNGrüneSPDLaNNBCDUGewinne und Verlusteim Vergleich zu 2019 %p 8 6 4 2 0 −2 −4 −6 −8−10+6,4 %p+4,6 %p−0,3 %p−0,2 %p+3,2 %p−9,1 %p−4,6 %pFBLJLNGrüneSPDLaNNBCDU |
| FBL                               | Freie Bürgerliste Neckartenzlingen | 42,8   | 8          | 36,4   | 6          | Kommunalwahl 2024 %50403020100 42,8 %30,8 %13,1 %10,1 %3,2 %n. k. %n. k. % FBLJLNGrüneSPDLaNNBCDUGewinne und Verlusteim Vergleich zu 2019 %p 8 6 4 2 0 −2 −4 −6 −8−10+6,4 %p+4,6 %p−0,3 %p−0,2 %p+3,2 %p−9,1 %p−4,6 %pFBLJLNGrüneSPDLaNNBCDU |
| JLN                               | Junge Liste Neckartenzlingen       | 30,8   | 5          | 26,2   | 5          | Kommunalwahl 2024 %50403020100 42,8 %30,8 %13,1 %10,1 %3,2 %n. k. %n. k. % FBLJLNGrüneSPDLaNNBCDUGewinne und Verlusteim Vergleich zu 2019 %p 8 6 4 2 0 −2 −4 −6 −8−10+6,4 %p+4,6 %p−0,3 %p−0,2 %p+3,2 %p−9,1 %p−4,6 %pFBLJLNGrüneSPDLaNNBCDU |
| GLN                               | Grüne Liste Neckartenzlingen       | 13,1   | 2          | 13,4   | 2          | Kommunalwahl 2024 %50403020100 42,8 %30,8 %13,1 %10,1 %3,2 %n. k. %n. k. % FBLJLNGrüneSPDLaNNBCDUGewinne und Verlusteim Vergleich zu 2019 %p 8 6 4 2 0 −2 −4 −6 −8−10+6,4 %p+4,6 %p−0,3 %p−0,2 %p+3,2 %p−9,1 %p−4,6 %pFBLJLNGrüneSPDLaNNBCDU |
| SPD                               | SPD                                | 10,1   | 2          | 10,3   | 2          | Kommunalwahl 2024 %50403020100 42,8 %30,8 %13,1 %10,1 %3,2 %n. k. %n. k. % FBLJLNGrüneSPDLaNNBCDUGewinne und Verlusteim Vergleich zu 2019 %p 8 6 4 2 0 −2 −4 −6 −8−10+6,4 %p+4,6 %p−0,3 %p−0,2 %p+3,2 %p−9,1 %p−4,6 %pFBLJLNGrüneSPDLaNNBCDU |
| LaN                               | Liberale aus Neckartenzlingen      | 3,2    | 1          | –      | –          | Kommunalwahl 2024 %50403020100 42,8 %30,8 %13,1 %10,1 %3,2 %n. k. %n. k. % FBLJLNGrüneSPDLaNNBCDUGewinne und Verlusteim Vergleich zu 2019 %p 8 6 4 2 0 −2 −4 −6 −8−10+6,4 %p+4,6 %p−0,3 %p−0,2 %p+3,2 %p−9,1 %p−4,6 %pFBLJLNGrüneSPDLaNNBCDU |
| CDU                               | CDU                                | –      | –          | 4,6    | 1          | Kommunalwahl 2024 %50403020100 42,8 %30,8 %13,1 %10,1 %3,2 %n. k. %n. k. % FBLJLNGrüneSPDLaNNBCDUGewinne und Verlusteim Vergleich zu 2019 %p 8 6 4 2 0 −2 −4 −6 −8−10+6,4 %p+4,6 %p−0,3 %p−0,2 %p+3,2 %p−9,1 %p−4,6 %pFBLJLNGrüneSPDLaNNBCDU |
| NB                                | Neckartenzlinger Bürger            | –      | –          | 9,1    | 2          | Kommunalwahl 2024 %50403020100 42,8 %30,8 %13,1 %10,1 %3,2 %n. k. %n. k. % FBLJLNGrüneSPDLaNNBCDUGewinne und Verlusteim Vergleich zu 2019 %p 8 6 4 2 0 −2 −4 −6 −8−10+6,4 %p+4,6 %p−0,3 %p−0,2 %p+3,2 %p−9,1 %p−4,6 %pFBLJLNGrüneSPDLaNNBCDU |
| gesamt                            | gesamt                             | 100,0  | 18         | 100,0  | 18         | Kommunalwahl 2024 %50403020100 42,8 %30,8 %13,1 %10,1 %3,2 %n. k. %n. k. % FBLJLNGrüneSPDLaNNBCDUGewinne und Verlusteim Vergleich zu 2019 %p 8 6 4 2 0 −2 −4 −6 −8−10+6,4 %p+4,6 %p−0,3 %p−0,2 %p+3,2 %p−9,1 %p−4,6 %pFBLJLNGrüneSPDLaNNBCDU |
| Wahlbeteiligung                   | Wahlbeteiligung                    | 58,2 % | 58,2 %     | 57,7 % | 57,7 %     | Kommunalwahl 2024 %50403020100 42,8 %30,8 %13,1 %10,1 %3,2 %n. k. %n. k. % FBLJLNGrüneSPDLaNNBCDUGewinne und Verlusteim Vergleich zu 2019 %p 8 6 4 2 0 −2 −4 −6 −8−10+6,4 %p+4,6 %p−0,3 %p−0,2 %p+3,2 %p−9,1 %p−4,6 %pFBLJLNGrüneSPDLaNNBCDU |

### Bürgermeister
- 1917–1923: Ludwig Hahn
- 1923–1945: Heinrich Häberle
- 1945–1946: Christian Bauer (kommissarisch)
- 1946–1954: Robert Murr
- 1954–1965: Hans Möhrle
- 1965–1993: Hans Schäfer
- 1993–2001: Klaus Rau
- 2001–2017: Herbert Krüger
- seit 2017: Melanie Braun, geb. Gollert

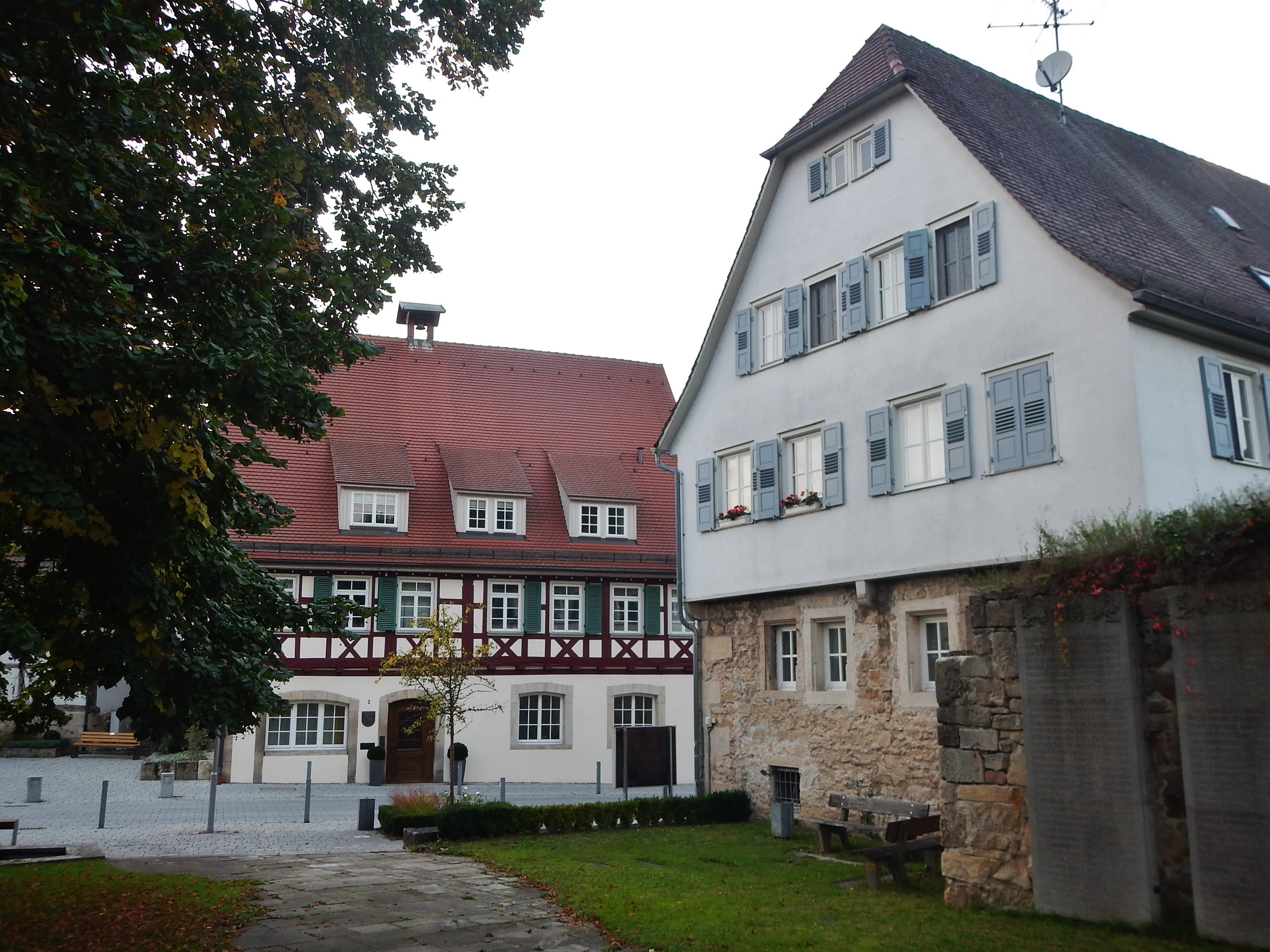
Links das Rathaus

Herbert Krüger wurde bei der Bürgermeisterwahl am 9. November 2008 in seinem Amt bestätigt. Er trat Ende November 2015 aus der SPD aus und der Partei ALFA bei. Nach 16 Jahren Amtszeit trat Herbert Krüger nicht mehr zur Wahl des Bürgermeisters an. Am 6. November 2016 ist die aus Kirchheim/Teck stammende 29-jährige Melanie Gollert mit einer deutlichen Mehrheit von 65,6 % aller Stimmen im ersten Wahlgang zur neuen Bürgermeisterin Neckartenzlingens gewählt worden. Am 3. November 2024 wurde sie mit 98,2 Prozent der Stimmen wiedergewählt.

### Wappen
Blasonierung: In blauem Schild ein liegender goldener Mauerhaken (Wolfsangel).
Das Wappen geht auf ein altes Fleckenzeichen zurück, das sich in Verbindung mit einem „D“ (für Denzlingen) schon an der 1742 erbauten Neckarbrücke in Stein gehauen findet.

### Gemeindepartnerschaften
Neckartenzlingen unterhält eine Partnerschaft mit dem ungarischen Komló.

## Wirtschaft und Infrastruktur

### Verkehr
Durch Neckartenzlingen verlaufen die B 297 von Nürtingen nach Tübingen und die B 312 von Stuttgart nach Reutlingen.
Der öffentliche Personennahverkehr wird durch die VVS-Buslinien 187 (nach Bempflingen), 188/189 (nach Nürtingen und Schlaitdorf), 197 (nach Bempflingen und Metzingen) sowie 808 (nach Aich und Filderstadt) bedient.
Neckartenzlingen besitzt keinen Bahnhof; die nächsten Bahnhöfe befinden sich in Bempflingen, Metzingen oder Nürtingen.
Außerhalb der Bus-Verkehrszeiten können nach einem Anruf auch die Ruftaxen der Taxi-Unternehmen aus der Region benutzt werden.
Über Alltagsradrouten aus dem Radnetz Baden-Württemberg ist Neckartenzlingen
- an Pliezhausen vorbei mit Tübingen,
- über Bempflingen und Metzingen mit Reutlingen,
- über Neckartailfingen mit Nürtingen und
- über Aichtal mit Filderstadt verbunden.

Ebenfalls durch den Ort verläuft der Neckartal-Radweg, ein Radfernweg von Villingen-Schwenningen nach Mannheim. Der Württemberger Weinradweg verläuft von Rottenburg am Neckar nach Niederstetten. Er ist neckaraufwärts mit dem Neckartal-Radweg identisch und zweigt in Neckartenzlingen nach Metzingen ab.

### Bildung
Das Schulzentrum Auwiesen bietet einem Gymnasium, einer Realschule, einer Grund- und Werkrealschule sowie der Außenstelle Neckartenzlingen der Theodor-Eisenlohr-Förderschule Platz.
Die SMV des Gymnasiums Neckartenzlingen hat im Jahr 2006 den Ehrenamtspreis des Landes Baden-Württemberg „Echt gut!“ (dotiert mit 5.000 Euro) in zwei Kategorien („Junge Macher“ und Publikumspreis) für ihr in Eigenregie konzipiertes „Projekt Schulgestaltung“ gewonnen. Zudem wurde das Projekt „Die 1. Neckartenzlinger Filmfestspiele“, ein ebenfalls von der SMV organisiertes Pilotprojekt, mit der „Goldenen Göre“ (dotiert mit 10.000 Euro) ausgezeichnet. Das Projekt Schulgestaltung sowie die Filmfestspiele werden mittlerweile als Vorbildprojekt für andere Schulen in Baden-Württemberg genutzt.

### Öffentliche Einrichtungen
Zur Stromversorgung des Werkes in Neckartenzlingen hat die ehemalige Baumwollspinnerei Gminder das Wasserkraftwerk Neckartenzlingen errichtet.
Im Ortskern (direkt am Fußgängerweg „Hohler Stein“) befindet sich ein weiteres Wasserkraftwerk. Dieses versorgt die umliegenden Häuser mit Elektrizität.

#### Spielplätze
Die Gemeinde Neckartenzlingen besitzt neun Spielplätze.
Der Spielplatz am Kraftwerk und der Spielplatz am Wengert befinden sich unmittelbar in der Nähe des Ortskerns.

### Einkaufsmöglichkeiten und Industriegebiet
Im Südwesten der Gemeinde befindet sich die ungefähr 4,5 ha große Fläche, welche als Gewerbepark B297 bezeichnet wird. Durch die Erstellung des Gewerbeparks (und den Angeboten in der Ortsmitte) soll die Gemeinde konkurrenzfähig gegenüber Einkaufszentren in der Umgebung bleiben.

### Ver- und Entsorgung

#### Stromversorgung
Das Stromnetz in der Gemeinde wird seit 2013 von der FairNetz mit Sitz Reutlingen betrieben. Der Grundversorger ist die EnBW.

#### Gasversorgung
Das Erdgasnetz wird von der FairEnergie GmbH betrieben, einem Tochterunternehmen der Stadtwerke Reutlingen GmbH und der EnBW Kommunale Beteiligungen GmbH.

#### Wasserversorgung

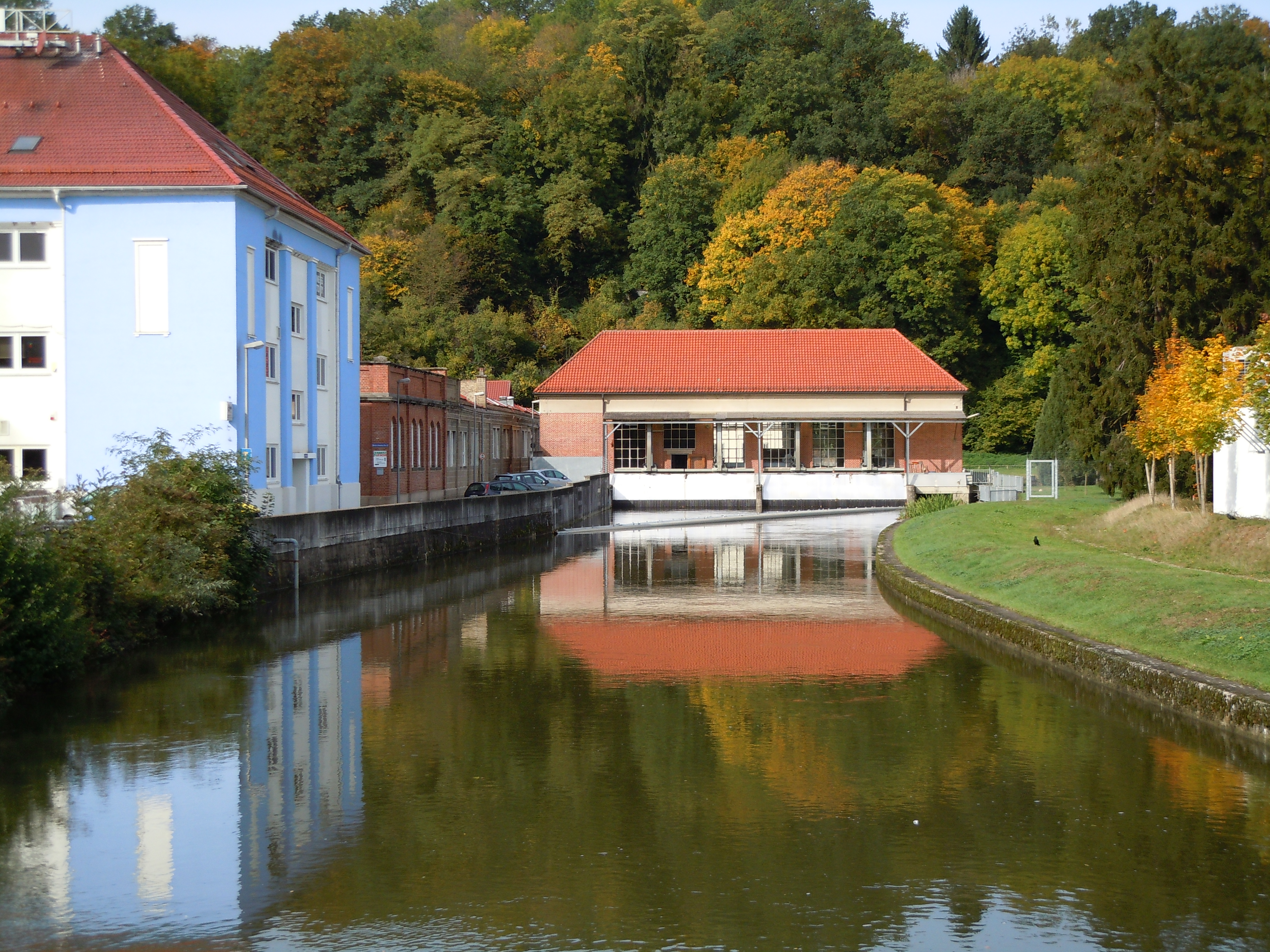
Wasserkraftwerk

Die Gemeinde ist Mitglied im Zweckverband Filderwasserversorgung.

#### Abwasserbeseitigung
Zur Reinigung des Abwassers wird eine eigene Kläranlage betrieben.

#### Abfallentsorgung
Die Abfallentsorgung wird vom Abfallwirtschaftsbetrieb Esslingen organisiert, einem Eigenbetrieb des Landkreises Esslingen.

## Kultur und Sehenswürdigkeiten

### Bauwerke

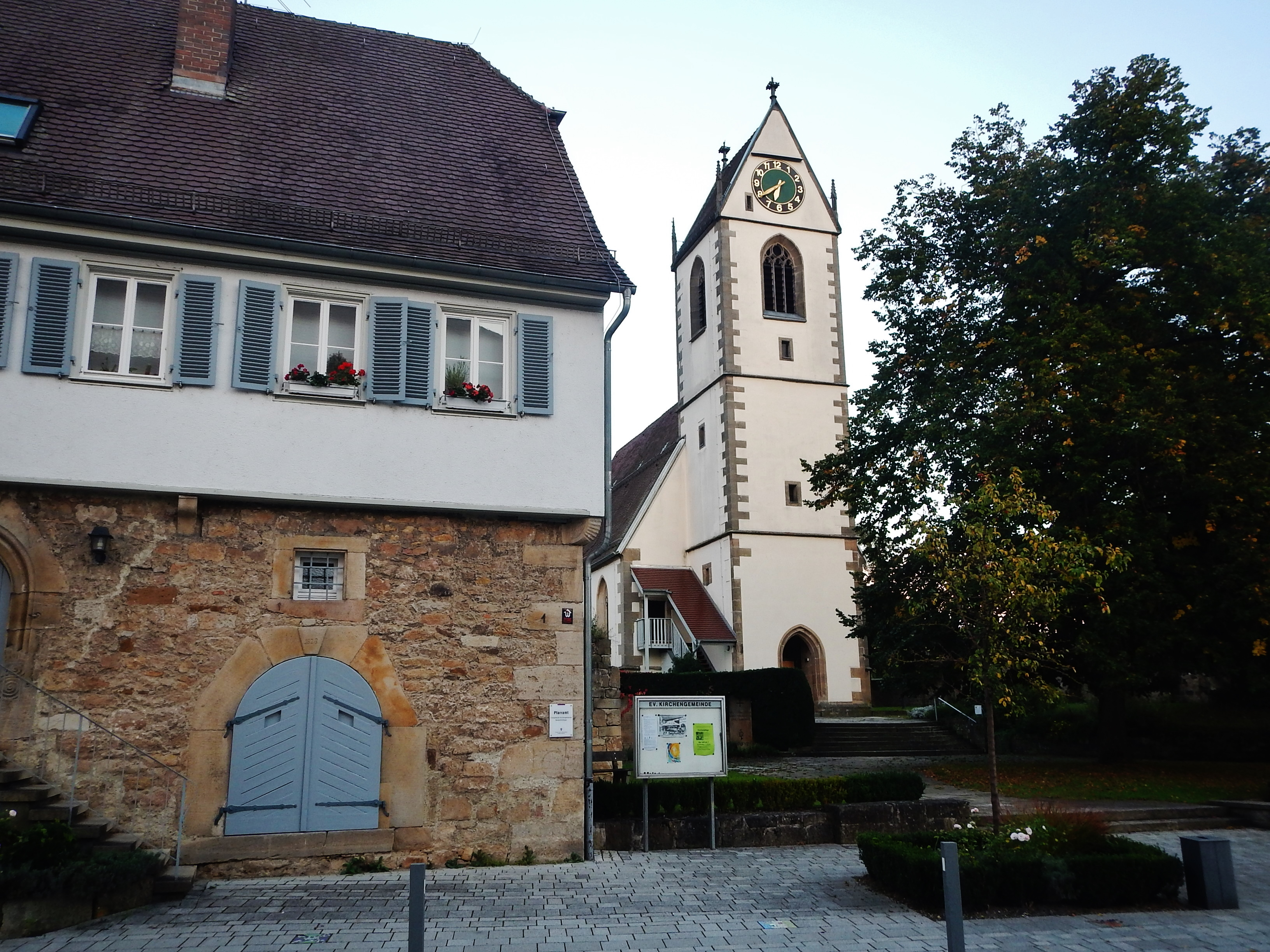
Evangelische Martinskirche

13 Baudenkmäler in chronologischer Reihenfolge ihrer Entstehung werden im „Geschichtslehrpfad Neckartenzlingen“ (Ausführung und Gestaltung Erika und Helmuth Kern) beschrieben. 2007 hat ihn der Arbeitskreis Geschichtslehrpfad in der Interessengemeinschaft Neckartenzlinger Ortsgeschichte e. V. (INO) geschaffen.

### Sport
Die Richard-Hirschmann-Rundsporthalle verfügt über drei Hallenabteile und einen Gymnastikboden. Sie wird von Vereinen und zum Schulsport genutzt. Im Heiligen Bronn befinden sich zwei Fußballfelder mit Sportheim sowie eine Tennisanlage mit fünf Plätzen und Vereinsheim. Des Weiteren gibt es auf dem Schulgelände ein Schulsport-Stadion mit Weitsprung- und Beachvolleyballanlage.

## Persönlichkeiten

### Ehrenbürger
- Am 25. März 1933 verlieh der Gemeinderat einstimmig Adolf Hitler die Ehrenbürgerschaft. Eine formelle Aberkennung lehnte der Gemeinderat zu Ende der 1980er Jahre ab. 2013 wurde der Antrag, die Ehrenbürgerschaft Adolf Hitlers abzuerkennen, erneut abgelehnt, da die Ehrenbürgerschaft mit dem Tode erlischt.[16][17]
- Der ehemalige Bürgermeister Hans Schäfer (1937–2022) wurde im Dezember 2012 zum Ehrenbürger ernannt.[18]

### Söhne und Töchter der Gemeinde
- Georg Liebler (1524–1600), Professor sowie Rektor an der Universität Tübingen
- Gottlob Haug (1886–1959), Ministerialbeamter
- Gottlob Bauknecht (1892–1976), Gründer der Bauknecht Hausgeräte GmbH
- Theodor Wilhelm (1906–2005), Pädagoge und Politikdidaktiker
- Günter Wilhelm (1908–2004), Architekt und Hochschullehrer
- Ursula Haußmann (1953–2012), Politikerin (SPD), MdL von Baden-Württemberg

### Persönlichkeiten, die mit Neckartenzlingen verbunden sind
- Pascal Breier (* 1992), Fußballspieler